# St. Stephanus (Elsen)
Koordinaten: 51° 5′ 27″ N, 6° 34′ 7″ O
St. Stephanus ist die römisch-katholische Pfarrkirche von Elsen, einem Ortsteil der Stadt Grevenbroich im Rhein-Kreis Neuss.

## Geschichte

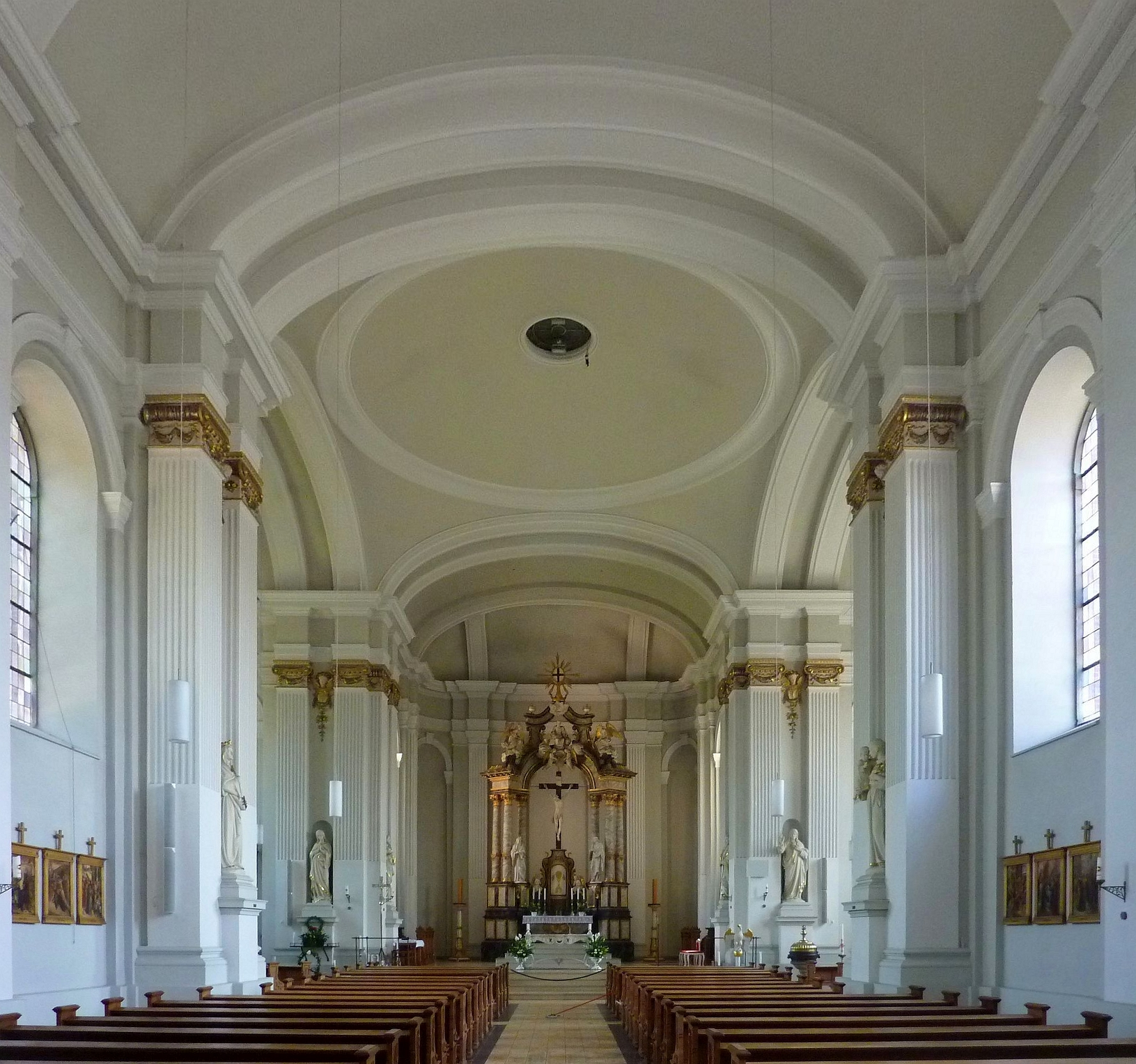
Inneres, Blick Richtung Chor

Das Patronat über die romanische Kirche wurde 1222 von Theoderich von Millendonk dem Neusser Regularherrenkloster geschenkt. 1263 wurde das Patronat der Kommende Gürath des Deutschen Ordens übertragen, die zur Ballei Koblenz gehörte. Dort verblieb es bis zur Säkularisation.

## Baugeschichte
Der romanische Turm der Kirche wird auf das 12. Jahrhundert, um das Jahr 1180 datiert. Während des Dreißigjährigen Krieges wurde die alte Kirche 1642 von hessisch-weimarischen Truppen angezündet und brannte vollkommen ab. Nur der Kirchturm blieb erhalten. Das Kirchenschiff wurde 1714/15 als Backsteinsaal vollständig neugebaut. Der vierstöckige, aus Tuffstein ausgeführte Turm ist im Erdgeschoss durch zwei große Rundblenden, in den übrigen Stockwerken durch Vertikallisenen und Rundbogenfriese gegliedert. Über dem letzten Rundbogenfries wurden im 18. Jahrhundert zwölf Lagen Backstein aufgesetzt, auf denen der achtseitige Turmhelm (Zwiebelhaube) ruhte. 1885 wurde der baufällige Turmhelm durch eine Turmspitze ersetzt.
1896/97 erfolgte eine Erweiterung des Chores, der Bau des Querhauses und die Erhöhung des Turmes um ein fünftes, neoromanisches Stockwerk. Bis zum Umbau stand in der Kirche ein Barockaltar aus dem Jahr 1718 als Hochaltar. Dieser Altar war nach dem Umbau für die neue Kirche zu klein. Er wurde 1899 durch eine  Hochaltarmensa aus Pariser Sandstein mit einer Marmortafel ersetzt.
Die heute noch erhaltenen Seitenaltäre stammen aus dem Jahr 1745. Der linke Seitenaltar ist dem Hl. Stephanus, der rechte dem Hl.  Jakobus geweiht.
Elsen wurde im Juli 1898 an das elektrische Stromnetz angeschlossen. Ab dem Allerheiligentag 1898 wurde auch die Kirche mit elektrischem Licht beleuchtet.
Am 22. November 1929 brannte die Kirche erneut. Das Kirchenschiff wurde ein Raub der Flammen, während der Kirchturm mitsamt den Glocken durch die Freiwilligen Feuerwehren Grevenbroich und Neuss gerettet werden konnte. Der Wiederaufbau der Kirche erfolgte 1930 unter Leitung der Architekten Paul und Theodor Roß aus Köln.
Der Chorraum der Kirche wurde 1940 unter dem damaligen Oberpfarrer Thomas um ca. einen Meter angehoben. Während der Bombenangriffe des Zweiten Weltkrieges wurden sämtliche Fenster der Kirche zerstört. Nur ein Fenster, welches eine Kreuzigungsgruppe zeigt, wurde rechtzeitig ausgebaut und in Linnich eingelagert. Erst 1960 wurden die zerstörten Fenster durch Stiftungen ersetzt.
1967 musste die Kirche renoviert werden. Im Zuge dessen wurde ein Barockaltar aus der baufälligen Kirche in  Bunde angekauft. In den neuen Hochaltar wurde die Kreuzigungsgruppe des alten Altares integriert sowie ein neuer Tabernakel eingebaut. Die beiden Seitenaltäre von 1745 wurden farblich an den neuen Hochaltar angepasst.

## Glocken
Die Kirche zu Elsen besaß schon im 17. Jahrhundert Kirchenglocken. Es ist überliefert, dass die Glocken beim Kirchenbrand am 2. Juni 1642 geschmolzen sind. 1649 wurden zwei neue Glocken gegossen. Eine große Glocke mit dem Ton des (ca. 1200 kg, Durchmesser 131 cm) und eine kleinere mit dem Ton es (ca. 950 kg, Durchmesser 110 cm). Erst 1927 konnte das Geläut vervollständigt werden. Es wurden zwei weitere Glocken mit dem Ton f (ca. 1000 kg, Durchmesser 119 cm) und dem Ton as (ca. 600 kg, Durchmesser 98 cm) gegossen. 1942 wurden drei der vier Glocken zu Rüstungszwecken requiriert. Die Glocken von 1927 wurden eingeschmolzen, während die Glocke von 1649 nach dem Krieg der Gemeinde zurückgegeben wurde. 1967 wurde das Geläut erneut, aber jetzt auf fünf Glocken vervollständigt. Die drei neuen Bronzeglocken klingen mit den Tönen ges (700 kg, ⌀ 106 cm), as (480 kg, ⌀ 95 cm) und ces (330 kg, ⌀ 81 cm). Der Glockenguss erfolgte am 5. Juli 1967 bei der Glockengießerei Petit & Gebr. Edelbrock in Gescher.

## Orgel
Es ist nicht bekannt, seit wann die Elsener Kirche eine eigene Orgel hatte. 1861 wurde eine 1705 erbaute und aus der  Abteikirche Mönchengladbach stammende Orgel für 775 Taler angekauft und in Elsen aufgestellt. Diese Orgel wurde 1900 bis 1902 umgebaut und um ein selbstständiges Pedal erweitert. Beim Kirchenbrand 1929 wurde das Instrument schwer beschädigt und ging in der Folge durch unsachgemäße Lagerung weitgehend verloren.
1930/31 wurde eine neue, wenig wertvolle Multiplexorgel angeschafft, die auf den noch vorhandenen Holzunterbau des Vorgängerinstrumentes aufgebaut werden konnte. Diese Orgel hatte 24 Register auf zwei Manualen und Pedal. Laut Vogt konnte dieses Instrument nur als Behelf angesehen werden, da es den künstlerischen Anwendungen in keiner Weise genügte.
1957 bis 1959 wurde daher eine neue, aus Spenden finanzierte Orgel angeschafft, welche auf drei Manualen und Pedal insgesamt 39 Register aufweisen konnte. Diese Orgel wurde am 10. Mai 1959 durch den Kölner Weihbischof Wilhelm Cleven geweiht.
Die derzeitige Orgel wurde 1994, wie schon das Vorgängerinstrument, durch den Orgelbauer Romanus Seifert (Kevelaer) erbaut. Das Schleifladen-Instrument hat 26 Register auf zwei Manualen und Pedal. Das Pfeifenmaterial stammt teilweise aus der Vorgängerorgel. Die Trakturen sind mechanisch.
| I Hauptwerk C–g3 |             |     |
| 1.               | Bourdon     | 16′ |
| 2.               | Principal   | 8′  |
| 3.               | Gedackt     | 8′  |
| 4.               | Oktave      | 4′  |
| 5.               | Rohrflöte   | 4′  |
| 6.               | Superoktave | 2′  |
| 7.               | Cornett V   | 8′  |
| 8.               | Mixtur      |     |
| 9.               | Trompete    | 8′  |
| 10.              | Clairon     | 4′  |
|                  | Tremulant   |     |

| II Schwellwerk C–g3 |                 |        |
| 11.                 | Rohrflöte       | 8′     |
| 12.                 | Salicional      | 8′     |
| 13.                 | Schwebung       | 8′     |
| 14.                 | Principal       | 4′     |
| 15.                 | Rohrflöte       | 4′     |
| 16.                 | Nazard          | 2 ⁄3′  |
| 17.                 | Terz            | 1 3⁄5′ |
| 18.                 | Fourniture      |        |
| 19.                 | Trompette harm. | 8′     |
| 20.                 | Hautbois        | 8′     |
|                     | Tremulant       |        |

| Pedal C–f1 |            |     |
| 21.        | Subbass    | 16′ |
| 22.        | Oktavbass  | 8′  |
| 23.        | Bourdon    | 8′  |
| 24.        | Choralbass | 4′  |
| 25.        | Bombarde   | 16′ |
| 26.        | Trompete   | 8′  |

- Koppeln: II/I, I/P, II/P